# Camellia rosthorniana
Camellia rosthorniana är en tvåhjärtbladig växtart som beskrevs av Hand.-mazz. Camellia rosthorniana ingår i släktet Camellia och familjen Theaceae. Inga underarter finns listade i Catalogue of Life.